# San Nicola alla Carità
Crkva Svetog Nikole Milosrdnog (tal. Chiesa di San Nicola alla Carità) crkva je smještena na Via Toledo, na pola puta između Piazza Carità i Piazza Dante u Napulju, Italija.

## Povijest
Crkva je osnovana 1647. godine, zahvaljujući donaciji od oko 6000 dukata Pobožnim Radnicima jednog tadašnjeg plemića, kao nagradu za njihov dobrotvorni rad. Izgradnju crkve, koju je projektirao Onofrio Antonio Gisolfi, prekinula je kuga koja je pogodila grad 1656. godine, a dovršio ju je 1682. godine Cosimo Fanzago, koji je radio pod pokroviteljstvom kardinala Diega Innica Caracciola di Martina. Crkva je doživjela razne pregradnje. U 18. stoljeću fasadu je obnovio Salvatore Gandolfo, prema nacrtima Francesca Solimena. Tijekom desetogodišnje francuske okupacije crkva je dekonsekrirana i u njoj je smješten inženjerski zbor. Godine 1843. strukturu je obnovio Guglielmo Turi.
U crkvi se čuvaju tijela napuljskog slikara Bernarda Cavallina i oca Antonija Torresa, koji su se s redom pijarista istaknuli u službi za oboljele od kuge 1656. godine. Svi članovi Reda pobožnih radnika umrli su od kontakta sa zaraženima, osim četiri redovnika, uključujući oca Antonija. Svake godine tijekom božićnog razdoblja posjetitelji mogu vidjeti Presepes koji pripada crkvi, u prostoriji ispod zgrade.

## Interijer
Tlocrt je latinskog križa, s tri lađe i bočnim kapelama. Lađa ima niz fresaka (1696.) Francesca Solimena, koje u lunetama prikazuju život sv. Nikole, Krepost i apostole. Naslikao je i Propovijed sv. Pavla i sv. Ivana Krstitelja (1697.). Paolo De Matteis naslikao je San Nicola istjeruje demone sa stabla (1712.), koji krasi ulaz u crkvu, i Smrt svetog Nikole (1707.), koji se nalazi iza oltara. Glavni oltar izrađen od polikromiranog mramora, uredio ga je 1743. Antonio Troccola, a dizajnirao Mario Gioffredo. Kupolu je freskama oslikao Francesco De Mura.

### Kapele

#### Lijevo
Kapela I
Sadrži tri djela Paola de Maia: oltarnu palu koja prikazuje Vjenčanje Djevice i svetog Josipa, svetog Karla Boromejskog i Sant'Andrea d'Avellino ( Sveti Andrija Avellinski ).
Kapela II
Najstarija je (1646.) u crkvi, a posvećena je sv. Nikoli iz Barija. Sadrži oltarnu sliku iz 17. stoljeća, Sv. Nikolu iz Barija, biskupa iz Mire, ciklus fresaka Nicole Marije Rossija s prikazom Vječnog Oca, tri slike o čudima sv. Nikole Francesca De Mure i Rossija; i freske na kupoli (1729) De Mura.
Kapela III
Posvećena anđelu čuvaru, prikazanom na oltarnoj pali Giovana Battiste Lame (Giordanovog učenika), u kapeli se nalaze dvije slike Pietra Bardellina: Sv. Franjo Paolski i Apolonija .

#### Desno
Kapela I
Na oltaru je Trojstvo Nicole Maria Rossija, dok su na bočnim zidovima dvije slike Giacinta Diana (učenika De Mure) koje prikazuju Tobiasov odlazak i dolazak. U ovoj se kapeli nalazi i bista Carla Carafe iz sedamnaestog stoljeća i njegova posmrtna maska od voska.
Kapela II
Kapelica je nazvana "raspelo" jer se u njoj nalazi drveni križ, autora Nikole Fuma, s kraja sedamnaestog stoljeća. Na bočnim zidovima nalaze se dvije slike Leonarda Pozzolana ( Solimeninog učenika), koje prikazuju Svetu Mariju Magdalenu i Svetog Ivana Evanđelista.
Kapela III
Kapela, izvorno posvećena sv. Mihovilu. Oltarna slika De Mure ponovno je posvećena svetom Liboriju 1773. Dva bočna platna, također De Mura, prikazuju sv. Mihaela arkanđela i arkanđela Rafaela.

#### Transept
Ciklus fresaka D'Alessija Elia ukrašava transept. Platno s lijeve strane oltara, Solimena, prikazuje Bogorodicu između sv. Petra i Pavla (1684.). Pohođenje Blažene Djevice svetoj Elizabeti na vratima sakristije djelo je De Mure, kao i Poklonstvo pastira smješteno na desnoj strani transepta.

## Vanjske poveznice
|  | Zajednički poslužitelj ima još gradiva o temi San Nicola alla Carità |